# Staaken

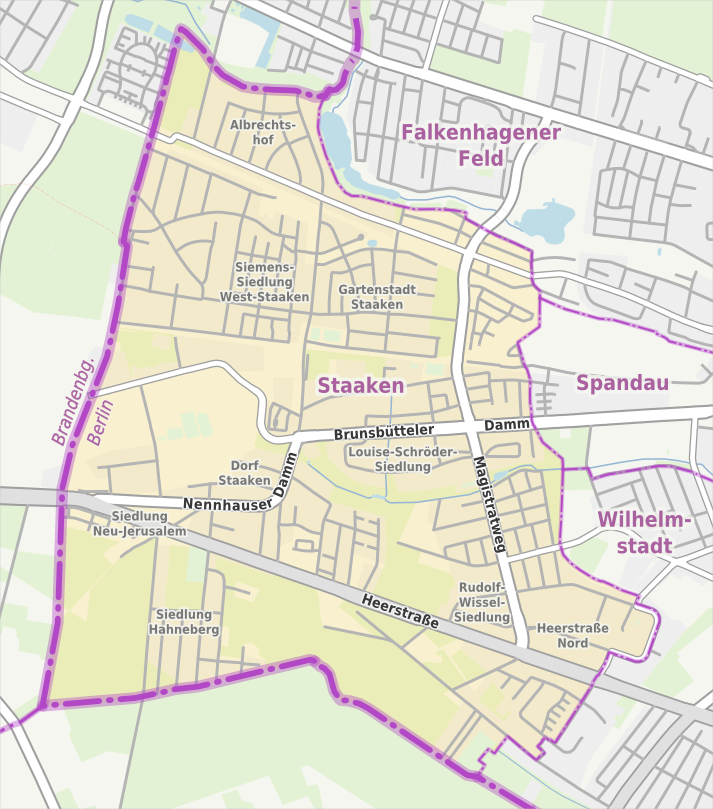
Mappa del quartiere

Staaken è un quartiere (Ortsteil) di Berlino, appartenente al distretto (Bezirk) di Spandau.

## Posizione
Il quartiere si trova nella zona nord-occidentale di Berlino, ai confini con il Brandeburgo (circondario della Havelland, comuni di Falkensee e Dallgow-Döberitz).

## Storia
Già comune autonomo, venne annessa nel 1920 alla "Grande Berlino", venendo assegnata al distretto di Spandau.
Dal 1º febbraio 1951 al 3 ottobre 1990 (data della riunificazione tedesca), Staaken è stato diviso in una parte orientale, annessa al distretto di Spandau di Berlino Ovest, e in una parte occidentale, annessa alla Repubblica Democratica Tedesca.
Entrambe le parti mantenevano ufficialmente il solo nome di Staaken.

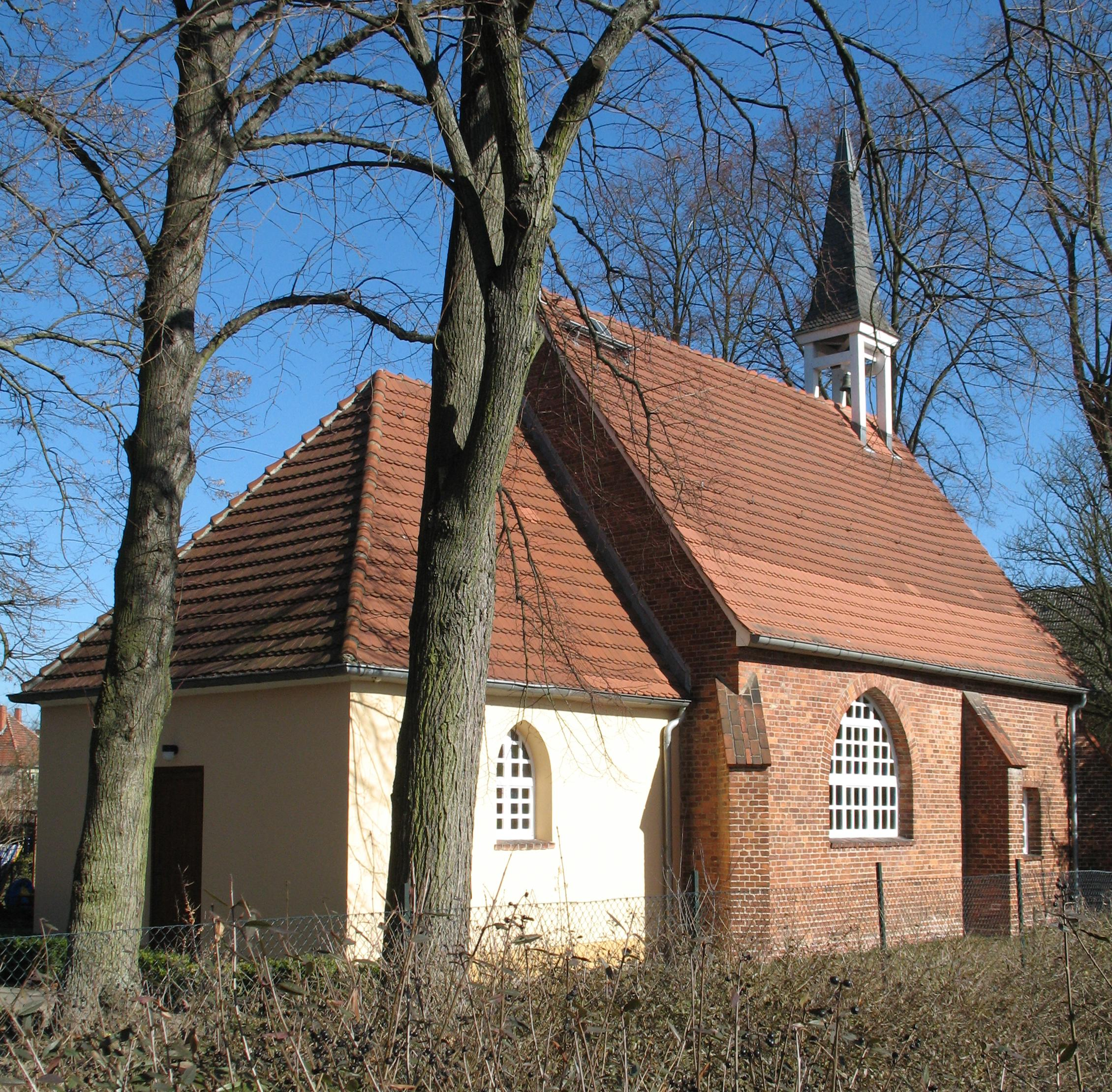
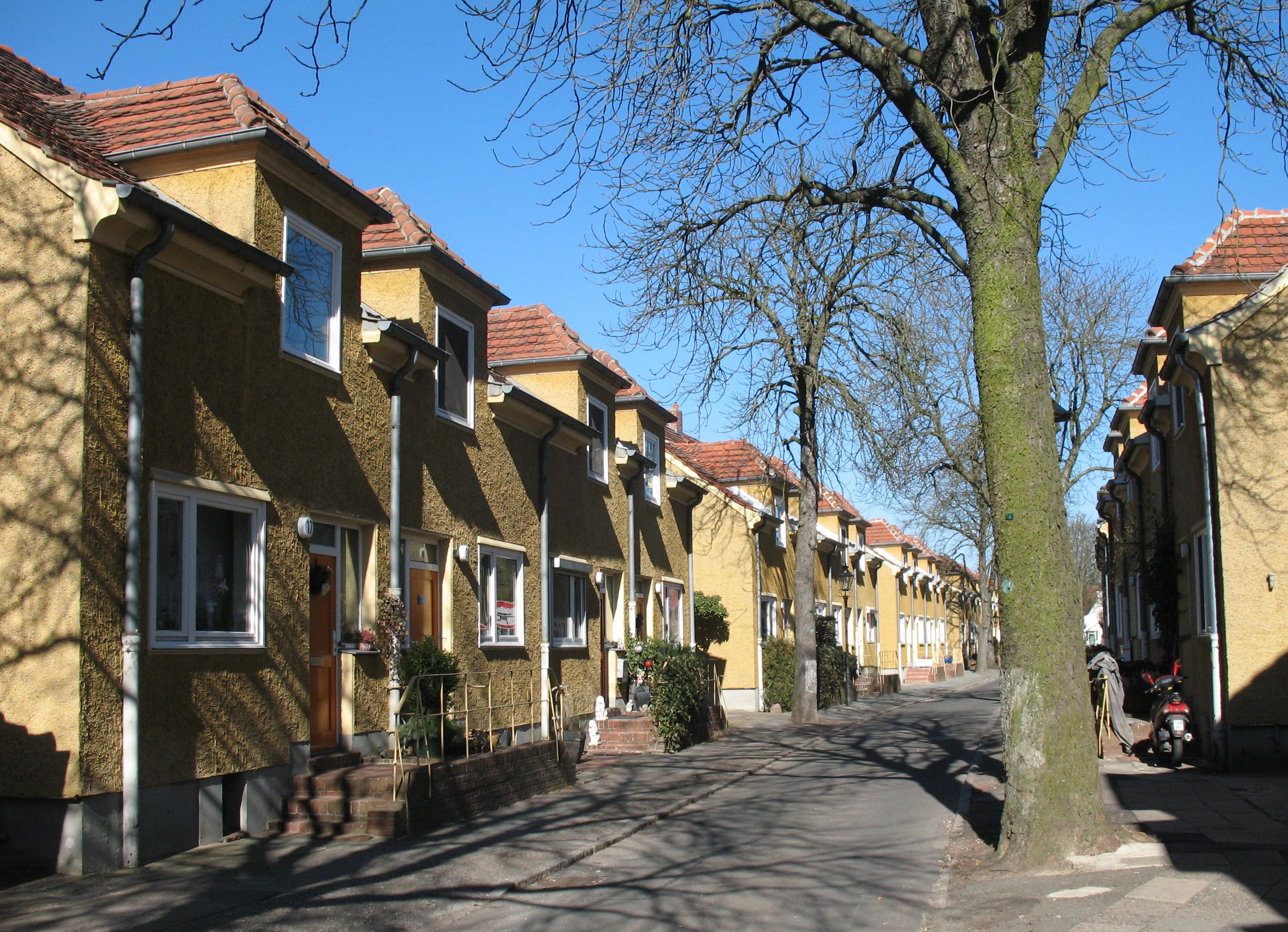
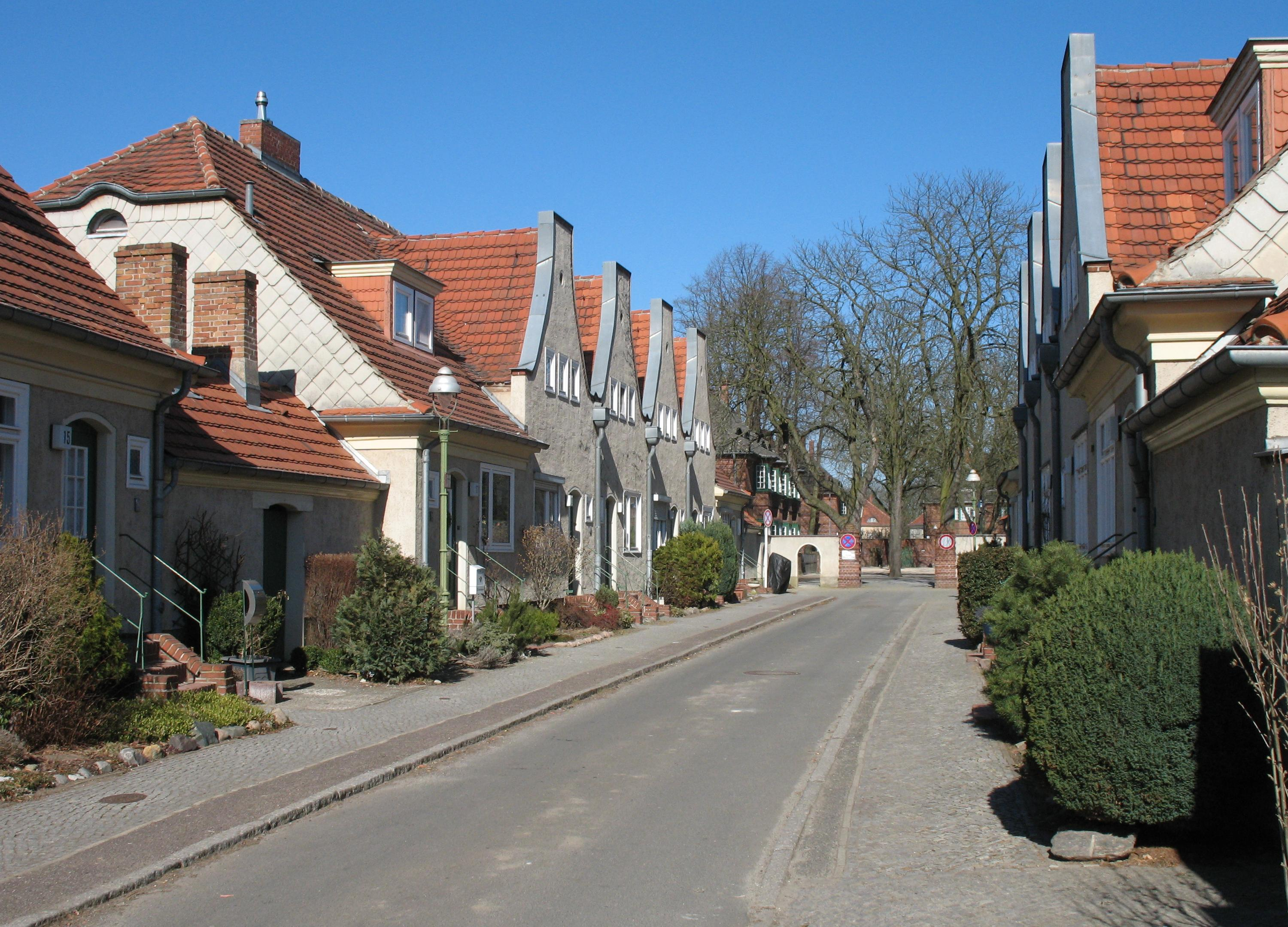
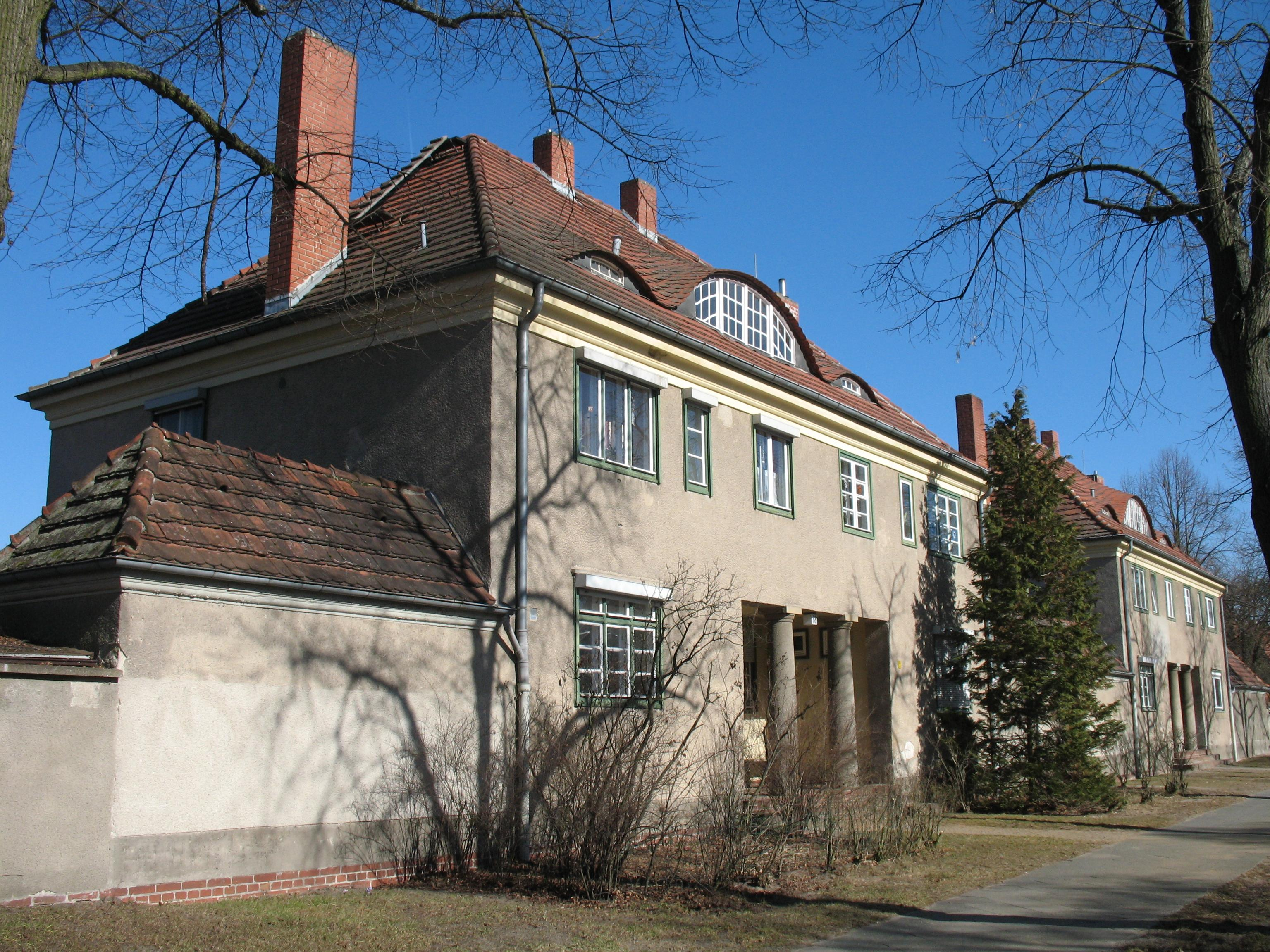
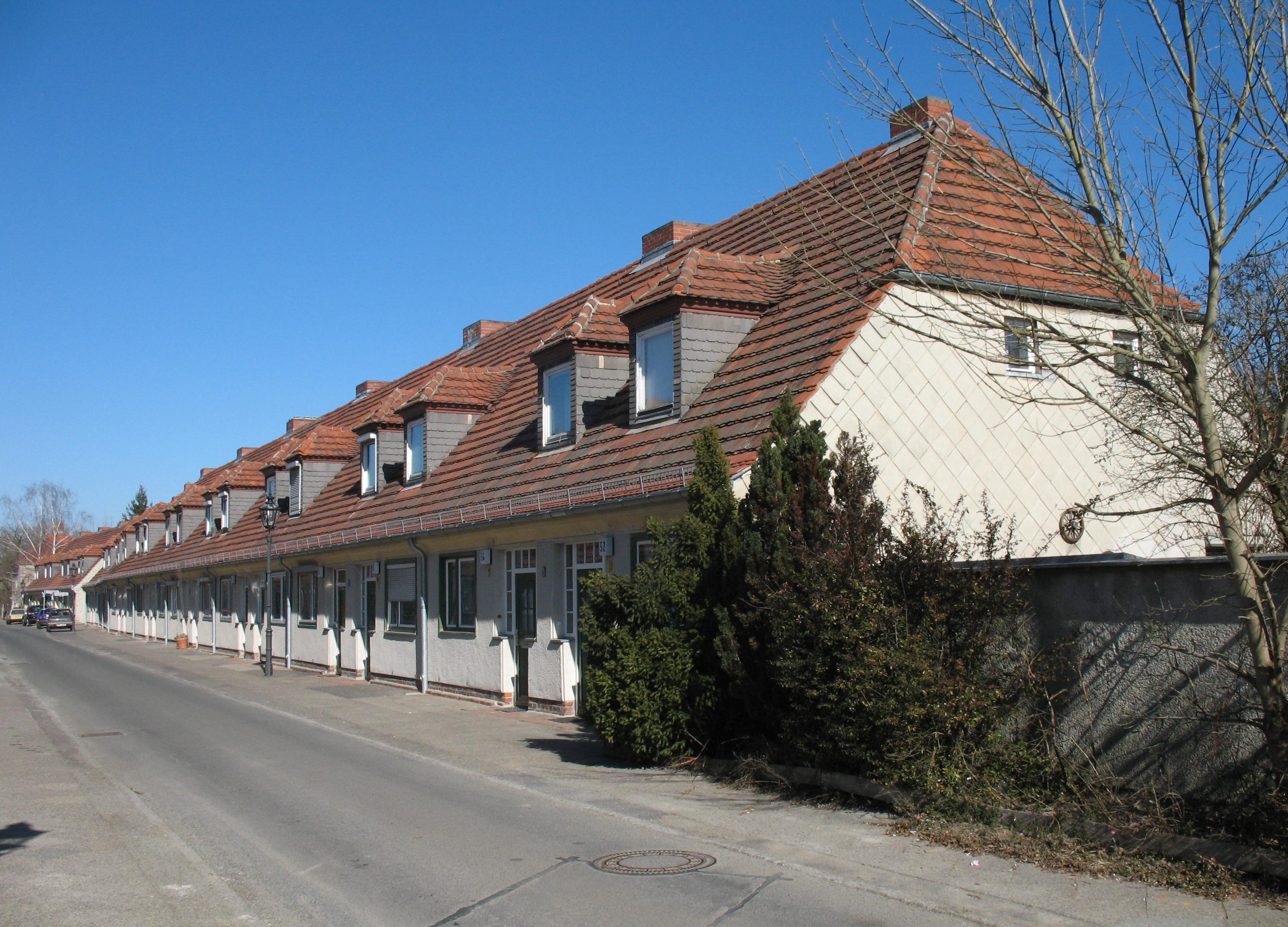